# Félix-Marie Delastelle
Félix-Marie Delastelle (2 janvier 1840 - 2 avril 1902) est cryptographe amateur français connu pour son travail sur le chiffrement par substitution polygraphique. Il est le créateur du Chiffre de Delastelle, une technique de chiffrement.